# Domein Grammont

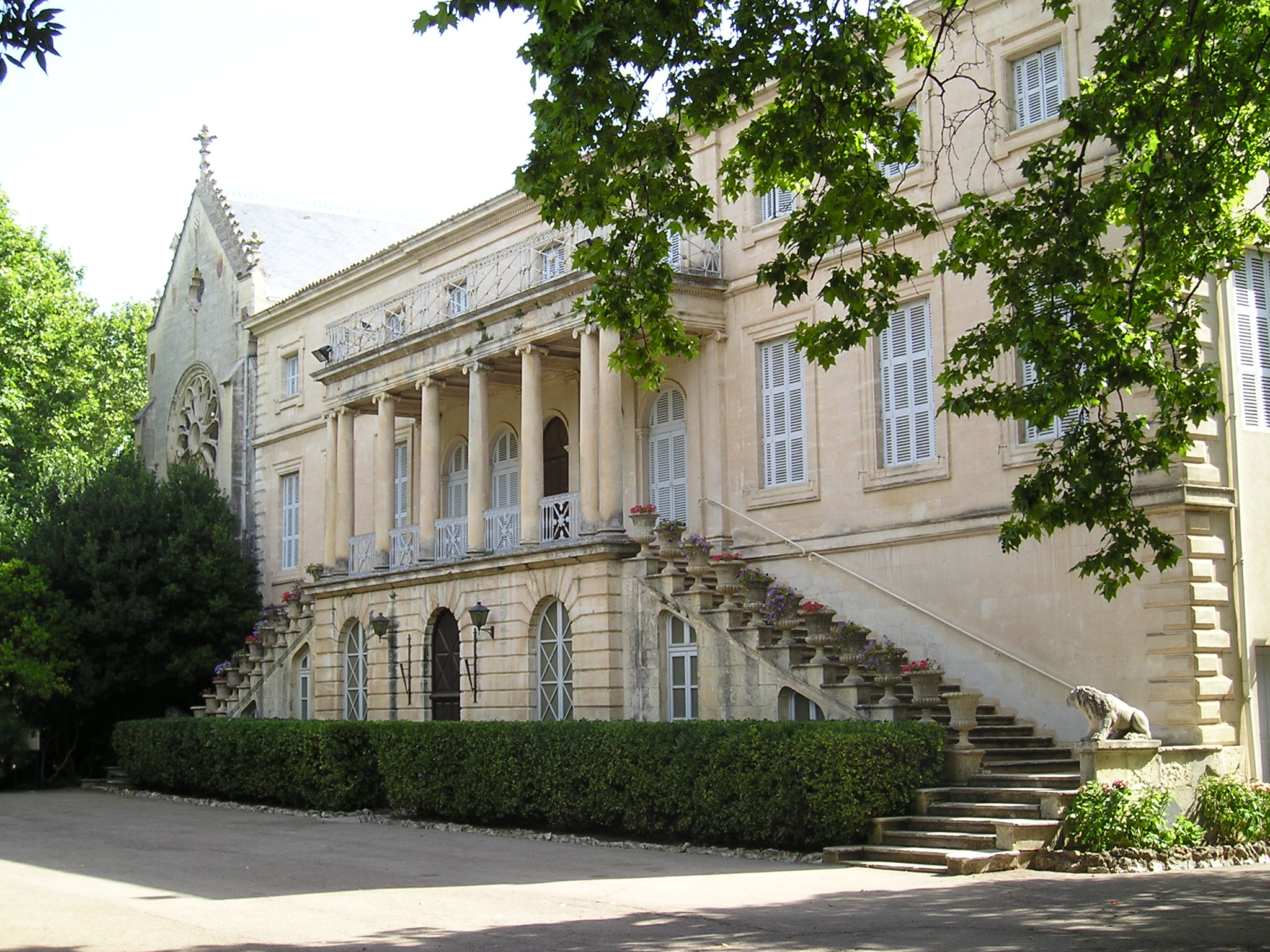
Kasteel Grammont in Montpellier

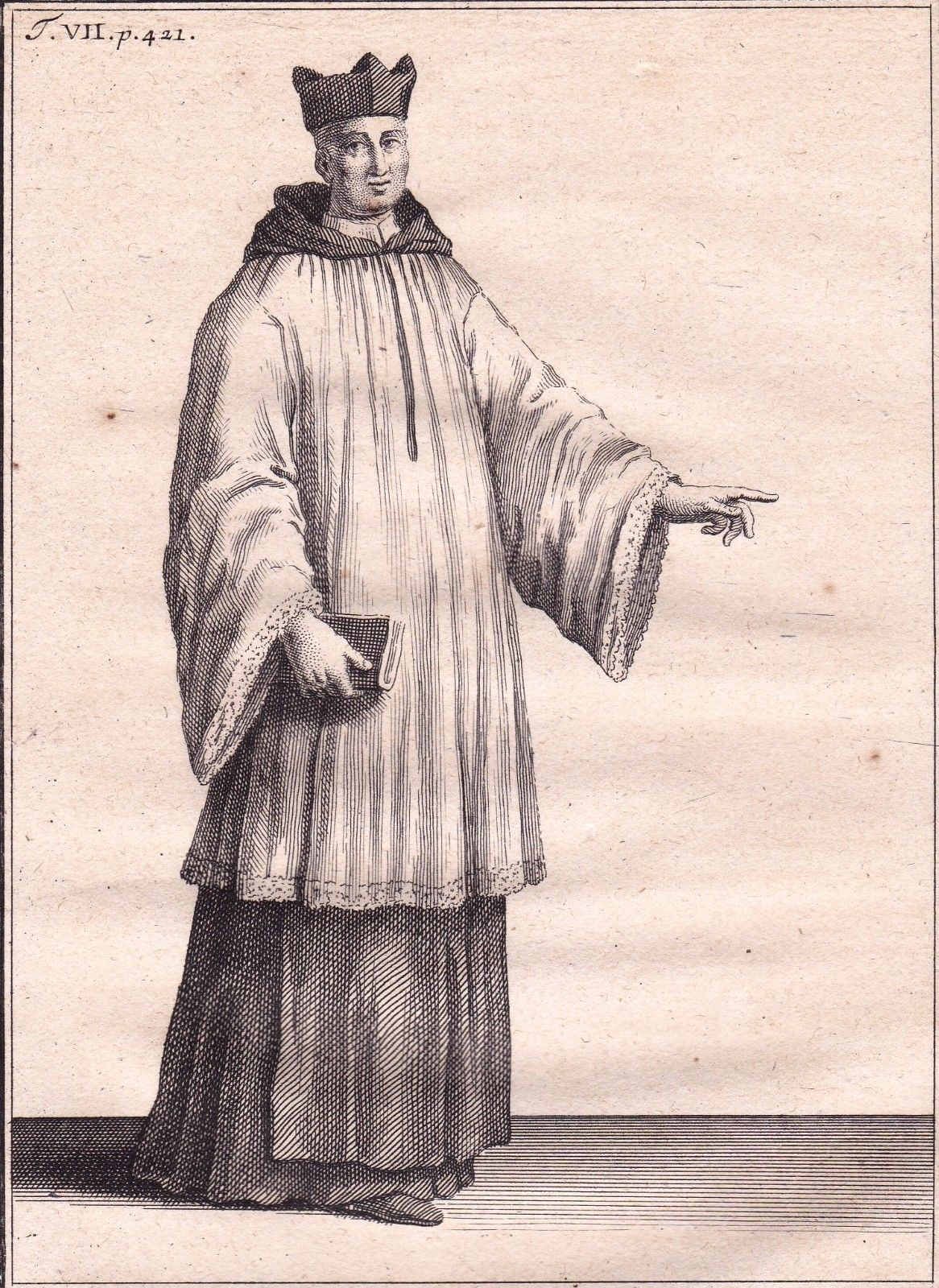
Kledij Orde van Grandmont

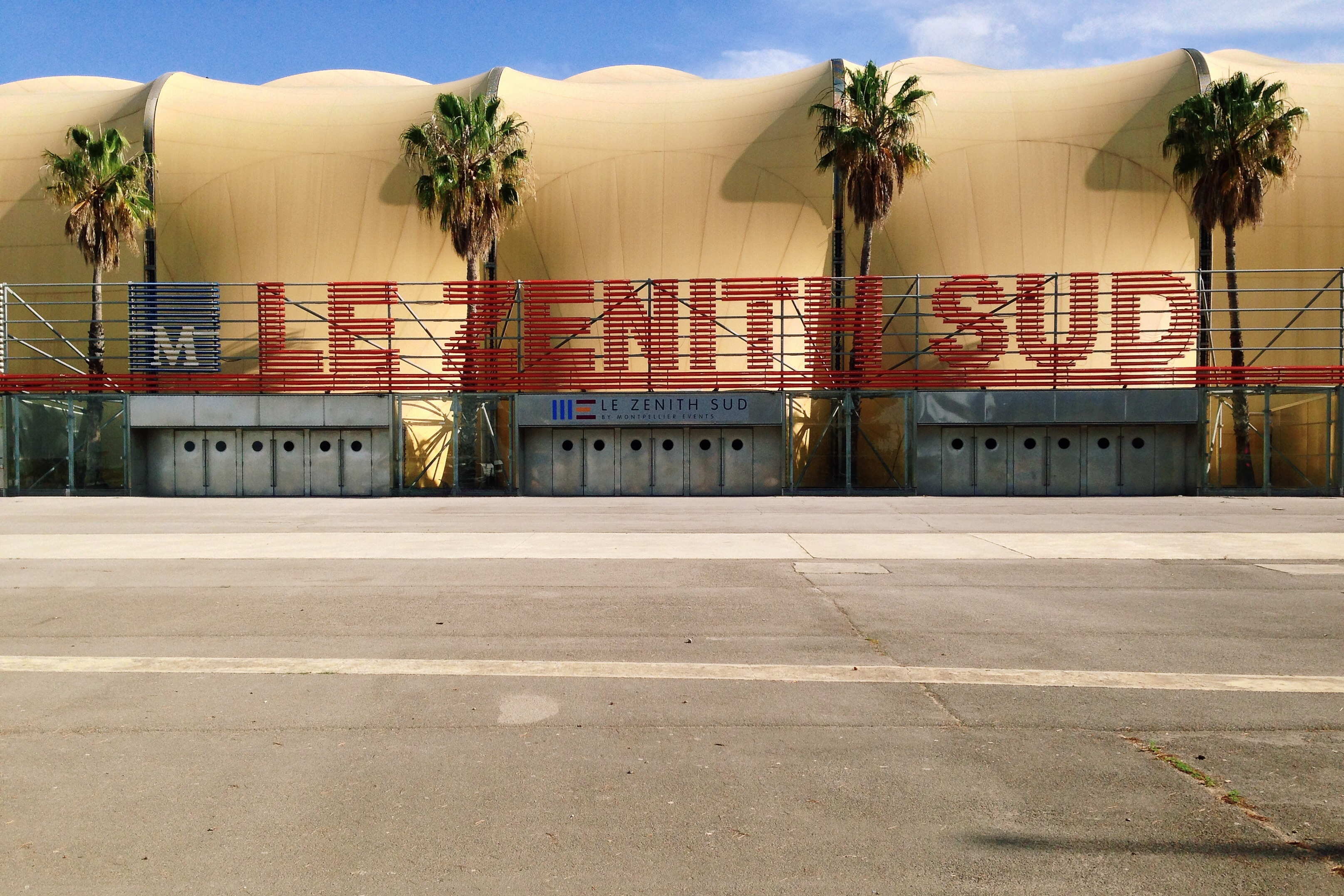
Zénith Sud

Het domein Grammont (12e eeuw) is een park van 90 ha gelegen in Montpellier, in het Zuid-Franse departement Hérault. Hier bevonden zich achtereenvolgens de priorij Notre-Dame-de-Montaubérou, een priesterseminarie, een wijnkasteel en een universitair instituut. Sinds de 20e eeuw is het kasteel met zijn park in handen van de stad Montpellier; deze liet de evenementenhal Zénith Sud bouwen in het kasteelpark.
De naam Grammont verwijst naar de kloosterorde van Grandmont die de eerste bouwheren waren.

## Historiek

### Priorij
De priorij Notre-Dame-de-Montaubérou ontstond op het einde van de 12e eeuw. De orde van Grandmont ontving het domein van het kapittel van de kathedraal van Maguelone. In 1174 startte de kloosterorde met de bouw van de priorij. Het waren kluizenaars die in gemeenschap leefden volgens regels vastgelegd door hun stichters in Limousin. In de jaren 1220 was het kloostercomplex goed uitgebouwd met cellen en een kapel. Dit was in volle Albigenzenkruistocht in de Languedoc.
De priorij werd ernstig vernield tijdens de Franse godsdienstoorlogen (16e eeuw) die plaats vonden in Languedoc en de rest van Frankrijk.

### Priesterseminarie
Van 1701 tot 1790 bestond een priesterseminarie van het bisdom Montpellier. De ruïnes werden hersteld doch niet meer herbouwd tot de omvang die de priorij voorheen had. Met de Franse Revolutie werd het seminarie geconfisqueerd door het revolutionair bestuur van Montpellier. Het hele domein werd publiek verkocht.

### Wijnkasteel
Nieuwe eigenaars bouwden één vleugel van de priorij uit tot een kasteel (19e eeuw). Ze legden wijngaarden aan op het domein Grammont. Sindsdan is er sprake van het château Grammont of kasteel Grammont. In 1867 kocht professor Etienne Bouisson het kasteel met zijn wijngaarden. Hij was hoogleraar aan de faculteit Geneeskunde van de Universiteit van Montpellier. 

### Universitair instituut
Zijn weduwe, Amélie Bertrand, schonk bij testament het kasteeldomein aan de Faculteit Geneeskunde in 1893. Het kasteel werd ingericht als het onderzoeksinstituut Bouisson-Bertrand. De naamgeving verwees naar het echtpaar. De universiteit liet de kapel herbouwen op de plek van de ruïne. De glasramen waren van Charles Champigneulle. De kapel werd toegewijd aan Sainte-Philotée.

### Stedelijk bezit
In de loop van de 20e eeuw verwierf de stad Montpellier progressief het domein. Het domein ligt buiten het stadscentrum. De wijnbouw werd gestopt, in tegenstelling tot deze in de naburige kasteeldomeinen. De kapel werd toegewezen aan de orthodoxe kerk van Constantinopel. Het kasteel werd ingericht als hulpgemeentehuis; trouwkoppels huwen in het gerestaureerd kloosterpand uit de 13e eeuw. De stad bouwde sportinfrastructuur uit in het kasteelpark. 
Bovendien bouwde ze de concertzaal Zénith Sud. Het waren de architecten voor de Zénith in Parijs en andere Zénithzalen in Frankrijk, die de plannen van Zénith-Sud tekenden. Het eerste rockconcert vond plaats in 1986. Er is plaats voor circa 6.000 man.